# Хиггинс, Розалин
Ро́залин Си Хи́ггинс, баронесса Хи́ггинс (англ. Rosalyn C. Higgins, Baroness Higgins, род. 2 июня 1937 года, Лондон, Великобритания) — британский юрист-международник, председатель Международного суда ООН в 2006—2009 годах.
Изучала международное право в университетах Кембриджа и Йеля. Работала в разных государственных структурах в Англии, потом преподавала в университетах Кента и Лондона. Была первой женщиной-арбитром в международном инвестиционном арбитраже — дело Amco II, 1987 год. Многие годы являлась членом разных международных учреждений и в 1995 году была избрана судьёй Международного суда ООН. В 2000 году подтверждена в этой должности. С 6 февраля 2006 года возглавляла Суд. В 2009 году оставила должность судьи.
3 сентября 2007 года была удостоена Премии Бальзана за вклад в развитие международного права.
В 1995 году стала Дамой-командором ордена Британской империи (DBE), а в 2019 году была удостоена высшей степени ордена Британской империи — Дама Большого креста (GBE).